# 洛佩茲將軍縣

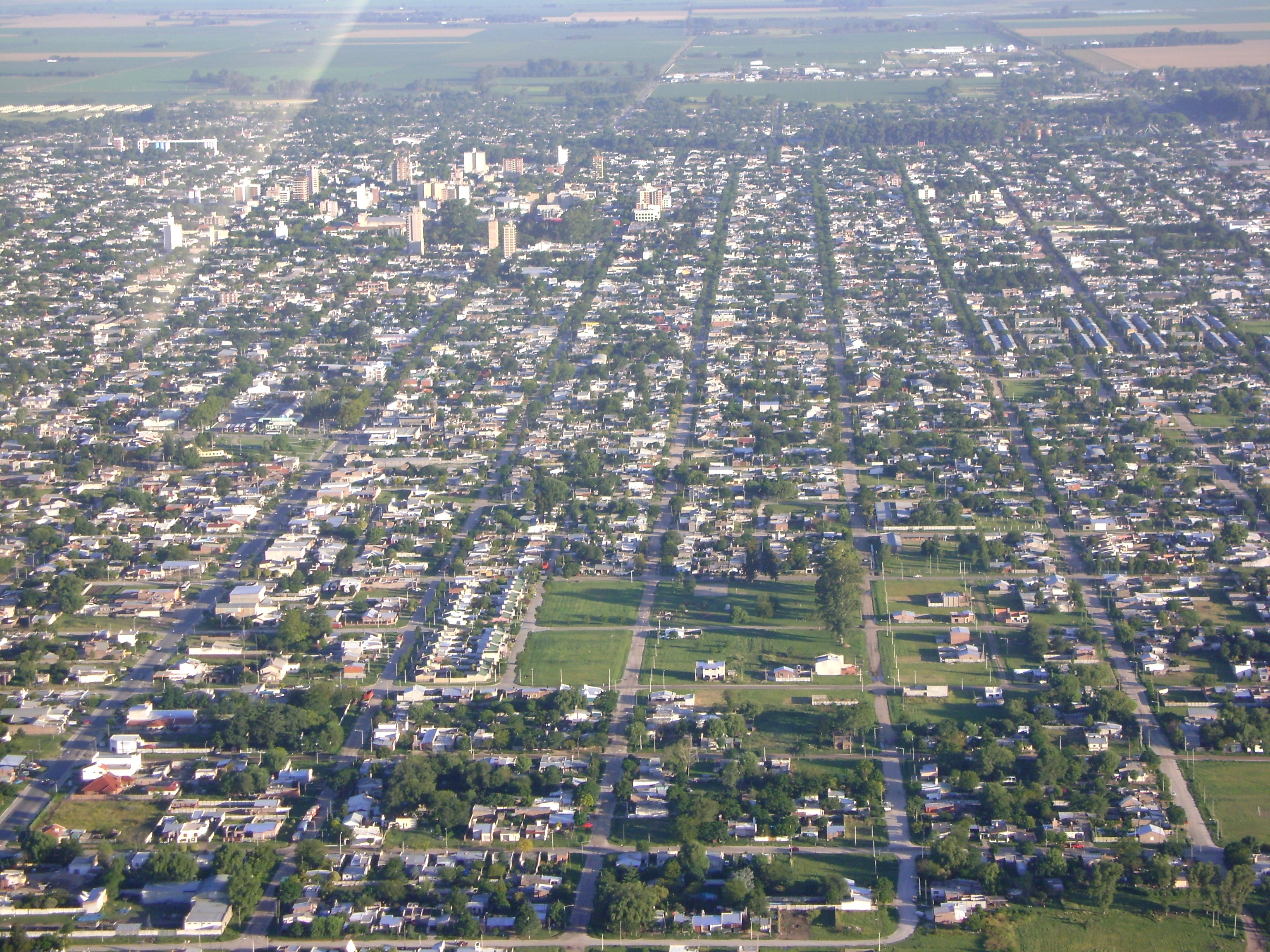

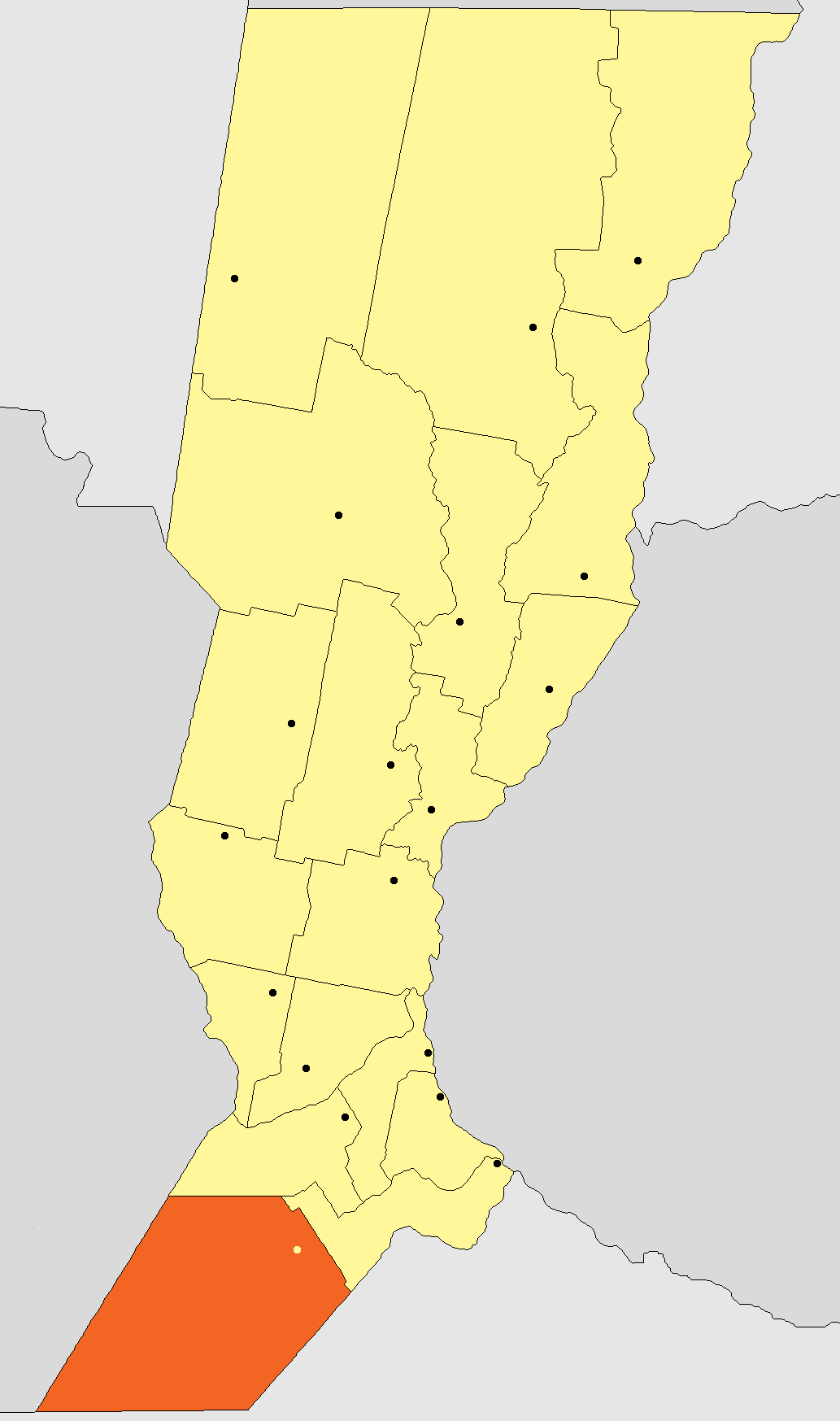

洛佩茲將軍縣（西班牙語：Departamento General López），是阿根廷的縣份，位於該國東北部聖大非省，首府設於梅林庫埃，面積11,558平方公里，2010年人口191,024，人口密度每平方公里16.53人。
33°39′S 61°27′W / 33.650°S 61.450°W